# Geranilfarnezil difosfat sintaza
Geranilfarnezil difosfat sintaza (EC 2.5.1.81, FGPP sintaza, (sve-E) geranilfarnezil difosfatna sintaza, GFPS, Fgs) je enzim sa sistematskim imenom geranilgeranil-difosfat:izopentenil-difosfat transtransferaza (dodaje 1 izopentenilnu jedinicu). Ovaj enzim katalizuje sledeću hemijsku reakciju
geranilgeranil difosfat + izopentenil difosfat {\displaystyle \rightleftharpoons } (2E,6E,10E,14E)-geranilfarnezil difosfat + difosfat
Enzim iz metanosarcina mazei učestvuje u biosintezi poliprenilnog bočnog lanca metanofenazina.

## Literatura
- Nicholas C. Price; Lewis Stevens (1999). Fundamentals of Enzymology: The Cell and Molecular Biology of Catalytic Proteins (Third изд.). USA: Oxford University Press. ISBN 019850229X.
- Eric J. Toone (2006). Advances in Enzymology and Related Areas of Molecular Biology, Protein Evolution (Volume 75 изд.). Wiley-Interscience. ISBN 0471205036.
- Branden C; Tooze J. Introduction to Protein Structure. New York, NY: Garland Publishing. ISBN 0-8153-2305-0.
- Irwin H. Segel. Enzyme Kinetics: Behavior and Analysis of Rapid Equilibrium and Steady-State Enzyme Systems (Book 44 изд.). Wiley Classics Library. ISBN 0471303097.

## Spoljašnje veze
- Geranylfarnesyl+diphosphate+synthase на 